# 愛国丸 (特設巡洋艦)
愛国丸（あいこくまる）は、大阪商船が南アフリカ航路へ投入するために建造した報国丸級貨客船の2番船。日本海軍に徴用され、姉妹船報国丸と共に仮装巡洋艦に改造される。太平洋戦争緒戦では南太平洋や、インド洋で通商破壊を行った。1942年（昭和17年）11月11日に報国丸が沈没、愛国丸は生存者を救助した。
その後は輸送任務に投入され、1943年（昭和18年）10月から特設運送船となった。1944年（昭和19年）2月17日のトラック島空襲で沈没した。

## 艦歴
「愛国丸」は大阪商船がアフリカ東岸線用として優秀船舶建造助成施設により建造した3隻のうちの一隻である。折からの物資難の時代にもかかわらず、「京都」と命名されたスイートルームなど最高の旅客設備が設けられた。
1938年12月28日起工。1940年4月25日に進水し、1941年8月31日に引き渡された。
「報国丸」とは違って一度も商業航海に就くことはなく、竣工の翌日である1941年（昭和16年）9月1日に日本海軍に徴用された。9月5日、特設巡洋艦とされ呉鎮守府所管と定められる。
公試運転時、船体は徴用を念頭に所謂グレー系統の軍艦色で塗装されていたが、上部構造と船体には平時塗装と同様の白塗装と白線、煙突も黒と白の平時塗装が施され、この塗装について野間恒は「薄幸の娘に施した餞の化粧」という表現を使っている。9月5日から10月15日にかけて、特設巡洋艦としての艤装が行われた。

### 南太平洋での通商破壊
10月15日、「愛国丸」と「報国丸」からなる第二十四戦隊（司令官武田盛治少将）が新編され、連合艦隊直属となった。司令官と両艦の艦長は海軍兵学校38期の同期であった。第二十四戦隊は南太平洋方面の海上交通破壊を命じられた。作戦海域には警戒が他よりは手薄と思われる南太平洋中部が選ばれた。
11月15日に「愛国丸」と「報国丸」は岩国沖から出航し、ヤルートを経由して太平洋戦争開戦の12月8日にはツアモツ諸島北東に達していた。
12月13日、「報国丸」がアメリカ船「ビンセント (Vincent)」（6210トン）の煙を発見。「ビンセント」は停船命令に従わずSOSを発信したが、砲撃を受けると停船して白旗を揚げた。その乗員を「報国丸」が収容した後、「愛国丸」と「報国丸」は「ビンセント」に12発撃ちこんだが沈まず、沈めるのに魚雷が使われた。
1942年1月1日、偵察に向かった「愛国丸」搭載機が帰還しなかった。翌日、その捜索に向かった「報国丸」搭載機はアメリカ貨物船「マラマ (Malama)」（3,275トン）を発見した。同機は帰投後、爆装して攻撃に向かい、「マラマ」に60キロ爆弾3発を命中させた。「マラマ」は炎上した。その後、現場に先に到着した「愛国丸」が「マラマ」の全乗員38名を救助し、「報国丸」の到着後まもなく「マラマ」は沈没した。「愛国丸」機は結局発見されず、搭乗員3名は戦死認定された。
1月下旬には雨季のため捜索不能となり、マーシャル方面での敵潜水艦や空母の出現を受けて帰投を決め、2月4日にトラックに着いた。
2月5日、修理整備や次期作戦準備のため、日本本土へ向かう。日本本土に近づいた2月11日、ソ連船「キム (Kim)」と遭遇。波が高かったため志布志湾で臨検することにしたが、翌朝種子島北端に達したところで波がおさまったため、そこで臨検後、釈放した。その後、大分で両艦に収容されていた捕虜計76名を大分航空隊に引き渡し、2月13日に「愛国丸」と「報国丸」は柱島沖に帰投した。

### インド洋での作戦
3月1日、軍令部は大規模交通破壊作戦実施を指示。インド洋での作戦部隊として3月10日に第八潜水戦隊が編成されたが、同隊の作戦としては通商破壊とともに特殊潜航艇による攻撃が計画され、半数はオーストラリアへ向かうこととなった。3月10日に第二十四戦隊は解隊されて「愛国丸」と「報国丸」は連合艦隊附属となり、3月20日に先遣部隊の指揮下に入れられ、第八潜水戦隊の潜水艦伊10、伊16、伊18、伊20、伊30とともにインド洋派遣の甲先遣支隊となった。
「愛国丸」と「報国丸」には拿捕船回航のための回航班がそれぞれ2班ずつ乗艦した。
4月12日に瀬戸内海を出撃してペナンに向かう。4月25日に到着した。4月30日、報国丸およびインド洋で通商破壊を行う第8潜水戦隊甲先遣隊(伊30を除く)とともにペナンを出撃。5月5日、10日、15日に甲先遣隊に給油を行った後、甲先遣隊と別れた。9日、マダガスカル島の東方海上で報国丸がオランダの油槽船ヘノタ（もしくはゼノタと表記） (Genota、7,986トン）を発見して威嚇射撃をおこなう。停船させたあと愛国丸よりカッターボートを降ろしてヘノタに臨検隊を送り込み、捕獲した。
6月5日には英客船エリシア (Elysia、6,757トン) を発見し、報国丸の魚雷で撃破。6月17日、甲先遣隊との会合点に到着し、燃料と食糧の補給を行った。補給を受けた艦のうち、伊16と伊20は5月29日にディエゴ・スアレス攻撃を終えた後であり、伊30は第一次訪独潜水艦としてロリアンに向かった。7月12日、南緯17度36分 東経80度27分 / 南緯17.600度 東経80.450度の地点でニュージーランドの貨物船ハウラキ (Hauraki 7,113トン) を発見。軍艦旗を翻し、報国丸の威嚇射撃で停船させた後に拿捕し、ペナンに回航させた。通商破壊戦の他にココス島攻撃も計画されていたが、イギリス海軍がハウラキ奪還を豪語して警戒が厳しくなるのを察知し、作戦は中止となった。作戦終了後は7月26日にペナンに帰投し、昭南に回航されて整備を行った。
8月25日、大石保中佐（海兵48期）が愛国丸艦長に任命された。同日付で今里博大佐（海兵45期）が報国丸艦長に任命される。愛国丸艦長の大保中佐／大佐より先任であった。愛国丸は報国丸の指揮下で行動する。
整備後、「報国丸」および特設巡洋艦「清澄丸」とともに、ガダルカナル島の戦いに投入される第三十八師団をメダンからラバウルへ輸送した。3隻は9月23日にベラワン（メダンの外港）に着き、第三十八師団を乗せると翌日出港。それから「愛国丸」はシンガポールで設営器材も搭載した。3隻は10月6日にラバウルに到着した。
輸送任務を終えた後はシンガポールに戻り、再び通商破壊作戦に投入される。11月1日に昭南を出撃してインド洋に向かった。
11月11日、ココス島近海でオランダ油槽船オンディナ (Ondina) および護衛の王室インド海軍コルベット艦ベンガル (HMIS Bengal, J243) と交戦する。報国丸は「最初に護衛艦を撃沈し、次に商船を処理する」と愛国丸に伝達したが、被弾した際に報国丸の甲板に置かれていた水上偵察機が炎上した。その火災が魚雷に誘爆し、報国丸は沈没した。愛国丸はベンガルを追跡したが逃げられて姉妹艦の沈没現場に戻り、生存者278名を救助した。大石艦長は敵機動部隊を警戒し、拿捕を諦めてオンディナを沈めることにした。砲撃でオンディナの船橋を破壊し、さらに魚雷を一本命中させてオンディナを炎上させる。「オンディナは沈没するだろう」と判断した愛国丸は、敵機動部隊に脅えて現場を立ち去る。この小海戦を最後にインド洋作戦を中止してシンガポールに帰投した。当のオンディナは、一度は退船し小海戦が終わってからオンディナに戻った乗員の手によって復旧に成功し、フリーマントルに引き返していった。この小海戦は、日本海軍の特設巡洋艦による通商破壊戦にピリオドを打つものとなった。

### 輸送任務
11月20日付で第五師団（司令官山本務陸軍中将）は第8方面軍（司令官今村均陸軍中将）に編入され、その南東方面輸送を海軍艦艇が担当した。愛国丸、清澄丸、山彦丸（特設工作艦）、護国丸（愛国丸姉妹船、大阪商船、10,438トン）は、第5師団の工兵第5連隊や歩兵三個大隊や飛行場設営隊など合計3,724名を輸送する。12月2日、輸送船団は駆逐艦朝風に護衛されてシンガポールを出発。12月12日にラバウルに到着した。その頃、大本営ではブナ・ゴナの戦いの切迫を考慮し、パプアニューギニアの要所（マダン、ウェワク）に飛行場を設営して制空権と後方補給線の確立を目指す方針を固めていた。陸海軍中央協定により、3隻（愛国丸、護国丸、清澄丸）乗船中の兵力をマダンとウェワク攻略作戦（「ム」号作戦）に転用する。12月13日付で愛国丸以下各艦・各部隊は南東方面部隊に編入され、その隷下にある第八艦隊の指揮下に入った。
「ム」号作戦の兵力部署（区分、指揮官、兵力）は以下の通り。
- 主　隊：第八艦隊司令長官：重巡鳥海
- 支援隊：第七戦隊司令官西村祥治少将：第七戦隊（熊野、鈴谷）[注釈 10]
- 東部ニューギニア方面護衛隊：第十八戦隊司令官松山光治少将：第十八戦隊（天龍）[86]
- ウェワク攻略部隊：第10駆逐隊司令阿部俊雄大佐：第10駆逐隊（夕雲、巻雲、風雲）および清澄丸
- マダン攻略部隊：愛国丸艦長大石保大佐：駆逐艦4隻（荒潮、涼風、磯波、電）および輸送船2隻（愛国丸、護国丸）
- 母艦航空部隊：第二航空戦隊司令官角田覚治少将：二航戦（隼鷹）[87]および第十戦隊（阿賀野）[88]と駆逐艦3隻（磯風、浜風、村雨）[89]

第十八戦隊司令官（旗艦天龍）直率のマダン攻略部隊は、12月16日1800にラバウルを出撃した。12月18日に連合軍大型爆撃機の数波におよぶ分散攻撃をうけて、護国丸が損傷した。さらに泊地侵入直前の20時25分に旗艦天龍がアメリカ潜水艦アルバコアの雷撃を受けて航行不能になり、やがて沈没した。マダン攻略部隊は22時より上陸作戦を開始、12月19日午前4時に荷役作業を打ち切って帰途についた。帰路でも連合軍爆撃機の空襲に遭ったが被害なく切り抜け、12月20日ラバウルに戻った後、清澄丸とともに12月29日に呉に帰投した。
1943年1月と2月、「愛国丸」は陸軍部隊の輸送（丙一号輸送と丙三号輸送）に参加した。丙一号輸送での「愛国丸」の任務は第二百九飛行場大隊と第十四野戦航空修理廠の釜山からラバウルへの輸送であり、1月5日に釜山に到着。翌日釜山を出発し、1月14日にラバウルに着いた。「愛国丸」は人員691名、車両34両、物件10000梱を運んだ。次の丙三号輸送は第四十一師団の青島からウェワクへの輸送であった。1月24日に青島に着いた「愛国丸」は1月29日に出港し、2月7日にパラオに到着。そこで「愛国丸」は第二輸送隊に編入された。また、パラオでは追加で陸軍部隊が乗せられた。「清澄丸」、「愛国丸」、「護国丸」、駆逐艦「朝雲」、「五月雨」となった第二輸送隊は2月19日にパラオを出発し、同日アメリカ潜水艦「ランナー」の攻撃を受けるも被害はなく、2月22日にウェワクに着いた。「愛国丸」の輸送内容は人員1602名、車両18両、物件21171梱であった。
その後も輸送任務に従事した。7月6日、航空機輸送任務を帯びた空母雲鷹とともに横須賀を出発、トラック泊地にむかう。トラック泊地到着前日にあたる7月10日、アメリカ潜水艦ハリバット (USS Halibut, SS-232) の雷撃を受ける。愛国丸に魚雷1本が命中して損傷したが、14ノットで航行可能だった。10月1日付で特設巡洋艦の任を解かれて特設運送船となり、10月6日から12月31日までの間、特設運送船としての艤装工事を行った。

### 沈没、その後
1944年（昭和19年）1月16日、愛国丸は駆逐艦満潮（第24駆逐隊）に護衛されて瀬戸内海を出発、横須賀に移動した
1月24日、エニウェトク環礁へ進出する予定の第六十八警備隊（青山英夫海軍中佐）の兵員と軍需品を乗せた愛国丸は、横須賀を出発した。
31日午前4時、満潮と白露が護衛中の靖国丸が、アメリカ潜水艦トリガー (USS Trigger, SS-237) の雷撃で沈没した。愛国丸は靖国丸被雷の状況を速報する。満潮は対潜戦闘をおこなったのち、愛国丸船団に合流した。2月1日、愛国丸船団はトラックに到着する。
トラック到着後、ギルバート・マーシャル諸島の戦いにともなうクェゼリン環礁玉砕の報を受けて、愛国丸の行き先はウォレアイ環礁に変更された。2月17日早朝、水上機母艦秋津洲に横付けして荷役作業を行っていたところ、第58任務部隊（マーク・ミッチャー中将）の艦上機によるトラックへの波状攻撃を受ける。第一波の攻撃により爆弾が命中して甲板を貫通し、烹炊所で爆発。やがて空襲警報が解除されて応急修理に取り掛かるも、間もなく第二波の攻撃が始まる。急降下爆撃により船体前部に直撃弾を受け、別の1機は船橋に接触して爆発。被弾により火災が起き、やがて搭載してあった魚雷や弾薬、ダイナマイトが大爆発を起こして前方に傾斜し、3分で沈没していった。沈没時刻は8時10分だった。乗員のうち12名が戦死し、第六十八警備隊の兵員も青山中佐（同日、海軍少将に特進）以下425名が戦死した。ともに行動した事がある清澄丸、かつて拿捕したハウラキ改め伯耆丸も、この空襲により沈没した。
下って1984年（昭和59年）、『トラック大空襲』の著者吉村朝之と、トラックにあるダイビングショップの創始者であるキミオ・アイセックの尽力により、デュブロン島沖の最大80メートルの海底で船体が発見された。船体は敵機が船橋に激突して爆発したことと、1番・2番・3番船倉に搭載してあった魚雷や弾薬、ダイナマイトが大爆発を起こしたため、煙突部分より前が亡失しているが、後部は原型をとどめている。
2007年（平成19年）に、「現地のガイドが愛国丸の船体内に残留する遺骨を見世物にしてチップを稼いでいる」などと産経新聞が報じたが、水中カメラマンの "satoagg" （ハンドルネーム）氏は、船体の沈没地点がダイバーが活動するには水深が深すぎるため、「危険な大深度のダイビングのガイドをやってくれたお礼」なのかもしれません」「様々な事情（情報）を知らずして現地を非難して欲しくない」などと反論している。
1994年(平成4年)2月、トラック島空襲から50年が経過した記念として、愛国丸と富士川丸(東洋海運、6,938トン)の甲板上に記念碑が設置された。現在、この記念碑の隣に遺骨の一部が並べられている。
日本政府は2021年（令和3年）10月頃に愛国丸をはじめとするトラック諸島の沈没艦船に残留する遺骨収集の実施を目指すと中日新聞が報じた。その後、厚生労働省は2024年（令和6年）6月24日までに一部の遺骨を収容したことを発表した。

## 艦長等
艦長

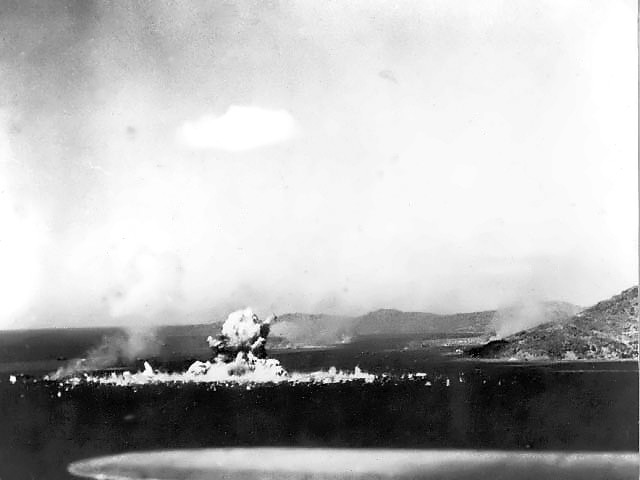
トラック島空襲で大爆発を起こした愛国丸。

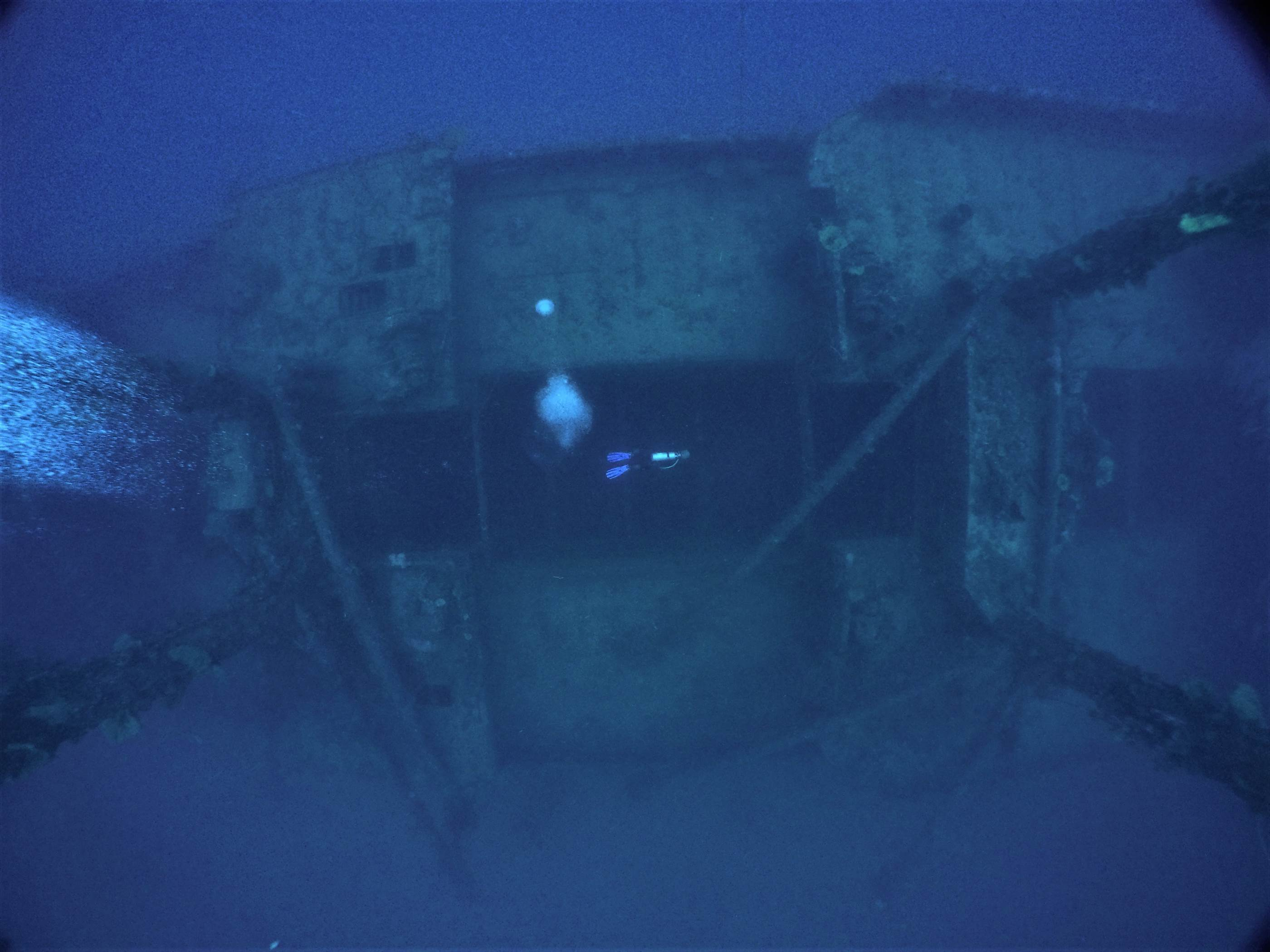
トラック諸島に沈む愛国丸

- 岡村政夫 大佐：1941年9月5日[126] -　1942年8月25日[58]
- 大石保 海軍中佐（11月1日付で海軍大佐）[62]：1942年8月25日[58] - 1943年4月5日[127][128]
- 水崎正次郎 予備海軍大佐：1943年4月5日[128] - 1943年9月17日[129]
- 稲垣義龝 大佐：1943年9月17日[130] - 1943年10月1日

指揮官
- 稲垣義龝 大佐：1943年10月1日 - 1943年10月20日
- 中円尾義三 予備海軍大佐：1943年10月20日 - 1944年2月17日戦死 ※同日、海軍少将へ特進。[131]

## 同型艦
- 報国丸
- 護国丸